# 니조성

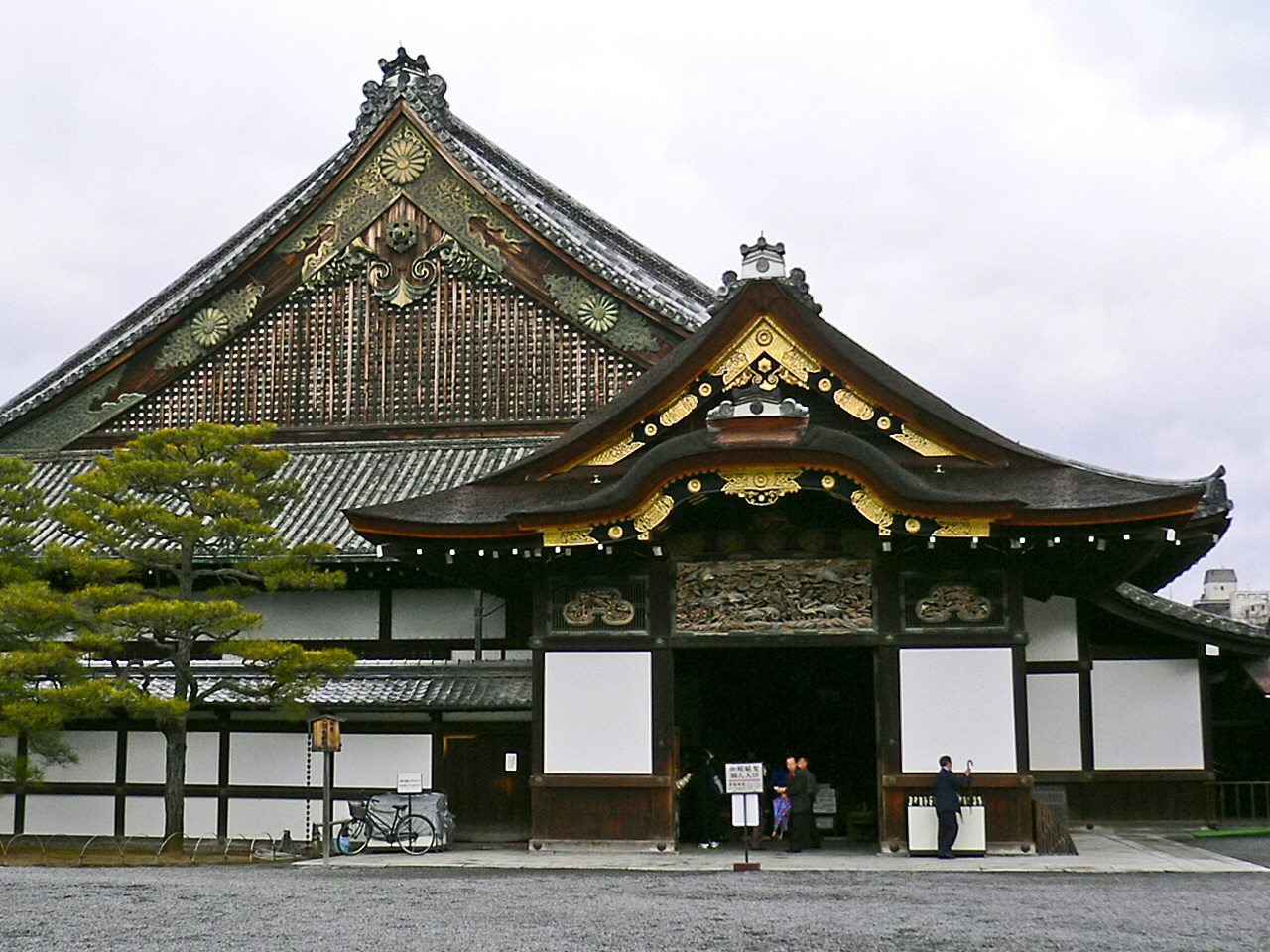
옛 별궁 니조　성 니노마루 어전의 전경

옛 별궁 니조성(일본어: 元離宮二条城)은 일본 교토부 교토시 나카교구 니조도오리 호리가와에 있는 에도 시대 때 지어진 성으로 윤곽식 평성(坪城)이다.

## 개요
교토 시가지 가운데 있는 평성으로 성의 전역은 국가 사적으로 지정되었다. 그 밖에도 니노마루 어전이 국보로, 22개동의 건물과 니노마루 어전에 있는 장벽화는 중요문화재로 지정되었다. 그리고 니노마루 어전의 정원은 특별 명승지로 지정되어있다. 더욱이 1994년 유네스코 세계문화유산으로 지정된 고도(古都) 교토 문화재 가운데 하나로 등록되어 있다.

## 역사 및 연혁

### 여러 니조성
일본 역사적으로 니조성이라고 불렸던 건물은 다수 존재한다. 당시 니조 대로는 주작 대로가 없어진 후 도시의 제일 큰 도로였다. 무로마치 시대 아시카가 다카우지에서 아시카가 요시미쓰까지 3대에 걸친 쇼군들이 이 니조 대로 주변에 거처를 두었기 때문에 쇼군 가문이 기거한 저택을 니조 진 또는 니조성이라 불렀다. 후에도 쇼군 가문의 거처가 니조 대로에 인접하지 않더라도 니조 진 또는 니조성이라고 불렀다. 무로마치 시대에 헤이안쿄의 왼쪽에 있는 유일한 성이었다. 덧붙여 말하자면 오른쪽에는 사이인 성(西院城)이 있었다. 이 두 성을 헤이안쿄의 료조(兩城)이라고 불리었다.
- (1) 무로마치 막부 제13대 쇼군 아시카가 요시테루의 거성.
- (2) 무로마치 막부 제15대 쇼군 아시카가 요시아키의 거성으로, 오다 노부나가에 의해 지어진 성으로 니조 대로변에 지어지진 않았다.
- (3) 오다 노부나가가 교토에 머물때 숙소로 정비하였고, 후에 황태자에 헌상한 저택인 '니조 신 어소'
- (4) 도쿠가와 이에야스가 교토에 머물때 숙소로 지어진 성.

현존하는 니조성은 (4)이며, (1)과 (2)는 동일 장소에 지어졌지만, 별개다. (2)와 (3)을 같은 건물로 보는 학설이 존재하지만, 신조코키 및 여러 사료와 현존하는 지명 등을 근거로 볼 때 별개 건물로 보는 게 통설이다. (1), (2), (3) 건조물이 니조성이라 불린 것은 (4) 건물이 완성된 에도 시대 이후다. (4) 건물과 구분하기 위해 구 니조성, 니조 고성 등으로 불린 것도 있다.

### 무로마치 시대~아즈치모모야마 시대

#### 아시카가 요시테루의 니조성 (1)
구 간레 가문인 시바 가문이 무로마치 가데노 소로(勘解由小路)에 1559년부터 다음해인 1560년에 걸쳐 축성한 성곽으로, 쇼군 아시카가 요시테루의 거처이다. 그러나, 성 방비를 강화하려는 공사 중이었던 1565년 마쓰나가 히사히데와 미요시 산닌슈의 습격으로 요시테루는 살해되었고, 니조성은 불에 타버린다. (에이로쿠의 변) 그 후 쇼군 아시카가 요시테루의 명복을 빌기 위해 그 자리에 신뇨도(真如堂)을 건립했다. 현재는 "此附近 斯波氏武衛陣 足利義輝邸 遺址"라고 새겨진 석비가 세워져 있다. 석비가 세워져 있는 곳은 니조 거리로부터 멀리 떨어져 있다.

#### 아시카가 요시아키의 니조성 (2)
아시카가 요시아키는 오다 노부나가의 후원으로 쇼군에 취임한 후, 로쿠조 혼코쿠지를 거처로 삼았지만, 1569년 미요시 산닌슈의 습격을 받았다. 이때 교토에 있던 오다 가의 가신단 및 요시아키의 측근들이 공격을 잘 막아내지만, 이 소식을 들은 오다 노부나가는 방어가 건실한 성의 필요성을 절감하고, 교토에 성을 축성하기 시작한다. 장소는 아시카가 요시테루의 니조 성이 있었던 지역을 중심으로 사방 약 400m 대지에 2중 해자와 3층 천수를 가진 성으로 지어졌다. 노부나가 자신이 총책임자로 성의 건설을 진두지휘하였으며 어전 등의 건축에 있어서는 무라이 사다카쓰와 시마다 히데미쓰에 위임하였다. 옛 관령이었던 호소가와 가문의 옛 저택에서 지반석을 반입하였고, 축성한 지 약 70일이라는 단기간에 공사를 마친다. 그 해 4월 쇼군 요시아키는 이곳으로 거처를 옮긴다. 그리고, 석벽으로는 교토에 흩어져있는 묘석과 석불도 사용되었다고 한다. 그리고, 지붕의 기와는 금박을 씌워 호화로운 저택이라 사료된다.
하지만, 쇼군 아시카가 요시아키와 오다 노부나가 사이는 점점 나빠졌고, 1570년에는 급기야 요시아키는 노부나가 타도를 촉구하는 어내서를 여러 다이묘에게 보내게 된다. 이에 여러 다이묘들이 호응 함에 따라 노부나가 포위망이 형성되게 된다. 1572년 가이의 다케다 신겐이 상경을 개시하였고, 미카타가하라 전투에서 오다=도쿠가와 연합군을 격파했다는 소식을 듣자, 다음해인 1573년 음력 3월에 요시아키는 니조 성에서 거병한다. 이에 노부나가는 상경하여 마을을 불태우고 니조 성을 포위하게 된다. 하지만, 오기마치 천황의 칙령으로 화의하게 된다. 그러나, 그해 음력 7월에 요시아키는 우지의 마키시마 성에서 다시 거병한다. 이때 니조 성에는 구게인 히노 테루스케와 다카쿠라 나가스케, 요시아키의 측근인 이세 사다오키와 미쓰부치 후지히데가 성을 수비하고 있었지만, 노부나가 군대에 포위되어 일전의 교전도없이 항복하고 만다. 이때 니조 성의 어전등 다수의 건물이 병사들에 파괴되었다고 전해진다. 이 직후, 마키시마 성의 요시아키도 항복하고, 기나이로 추방된다. 이렇게 하여 무로마치 막부는 역사의 뒤안길로 사라지게 된다. 니조 성에 남아 있던 천수와 문은 1576년 해체되어 아즈치성을 축성하는데 필요한 자재로 재활용된다. 덧붙여 당시에 니조 성은 무가 어소(武家御所), 무가 어성(武家御城)등으로 불리였다.
1975년부터 1978년까지 교토 시 지하철 가라스마 선 공사를 앞두고 가라스마 대로의 발굴조사에서 노부나가가 축조한 니조 성의 석벽 및 2중의 해자의 흔적을 확인할 수 있었다. 이때 석벽에 있어던 석불은 교토 문화 박물관과 라쿠사이 지쿠린 공원(洛西竹林公園)에 보존되어 있다. 또, 석벽의 일부가 교토 어원 및 지금의 니조 성에 복원되어 있다. 현재 헤이안 조가쿠인(平安女学院)의 건물 한 모퉁이에 "旧二條城跡(옛 니조 성터)"라고 적힌 석비가 세워져 있다.

#### 오다 노부나가,사네히토 친왕의 니조 신 어소 (3)[2]
1576년 음력 4월 노부나가가 교토 니조에 위치해 있는 묘카쿠지(현재는 있는 장소와는 다르다)에 숙박을 했을 때, 절의 동쪽에 인접해있는 니조 가문의 저택 정원을 조망하고 있었다. 정원이 마음에 들어 저택의 주인인 니조 하루요시, 니조 아키자네 부자에게 저택을 양도 받아 개수한다. 덧붙여 말하자면 이 니조 저택은 당시 교토를 그린 '洛中洛外図屏風(낙중낙외도 병풍)'에는 반드시 그리게 되는 명소중의 명소였다. 다음해인 1577년 윤 7월에 노부나가가 기거를 하게 되었고, 8월말에 저택의 수리가 완료되었다. 이후 2년 정도를 숙소로 사용하게 된다. 1580년 음력 11월에 노부나가는 이 저택을 사네히토 친왕에게 헌상한다.
1582년 노부나가의 심복 아케치 미쓰히데가 혼노지의 변을 일으키자 묘카쿠지에 있던 노부나가의 적자 오다 노부타다가 혼노지에 있는 아버지 노부나가와 합류하기 위해 군을 이끌고 가지만, 이미 때 늦은 뒤였다. 이에 노부타다는 무라이 사다카쓰의 전언에 따라 방어력이 뛰어난 니조 신 어소로 이동하게 된다. 그리고, 그 곳에 있던 사네히토 친왕을 천황의 거처인 긴리 어소로 피난시킨다. 그리고, 이 곳 니조 신 어소에서 농성하지만, 노부타다를 비롯 60여명은 전사하였고, 니조 신 어소와 묘카쿠지는 재로 변하게 된다. 현재 료가에마치 대로와 오이케 대로 교차점에 "此附近 二条殿址 (이 부근 니조 전터)"라는 석비가 있으며, 무로마치 대로와 오이케 대로의 교차점에는 "二条殿御池跡(니조 전 연못 터)"라고 새겨진 석비가 있다. 그리고, 이 부근에는 '니조 도노 정', '오이케노 정' 및 혼노지의 변의 영향으로 '상 묘카쿠지 정', '하 묘카쿠지 정'이라는 지명이 남아 있다.
현재 이 니조 어소는 아시카가 요시아키의 니조 성터에 지어졌다는 설이 넓게 퍼져있다. 그러나, 사네히토 친왕 당시 천황의 거처를 [상 어소]로 불리었고, 친왕의 거처는 [하 어소]라 불렸기 때문에 천황의 거처 남쪽에 있었다고 생각된다. 또, 혼노지의 변때 오다 노부타다가 묘카쿠지에서 이동한 일을 생각해볼 때 묘카쿠지와 니조 신 어소는 가까웠다는 것을 추측할 수 있다. 게다가 구게인 야마시나 도키쓰네가 기록한 도키쓰네 교키에서 옛 니조 성에서 니조 신 어소로 석벽을 반출하는 것을 목격했다고 한다. 이를 근거로 보면 명확히 아시카가 요시아키의 니조 어소와 사네히토 친왕의 니조 신 어소는 별개의 장소였다는 것을 알 수 있다.

#### 도요토미 히데요시의 니조 다이
도요토미 히데요시도 니조에 성을 쌓았다. 히데요시는 오다 노부나가 살아 생전에 니조 신 어소 인접지역에 저택을 가지고 있었지만, 1580년 노부나가가 이 저택을 몰수하고 전 관백 고노에 사키히사에 헌상한다. 얄궂게도 혼노지의 변때 고노에 가문 사람들이 도망친 곳은 이 저택이었고, 아케치 미쓰히데의 군대는 이 곳을 점거한 후, 그대로 니조 신 어소를 공격했다고 한다. 그래서 사키히사가 아케치 미쓰히데에 가담했다는 이야기가 있다. 그 후, 1583년 본거지를 오사카로 정한 도요토미 히데요시는 교토에 니조 다이(二条第)라는 저택을 짓고 교두보로 삼는다. 니조 다이는 묘카쿠지 터에 성을 쌓았기 때문에 묘카쿠지 성이라고도 불렸다. 저택보다는 해자와 천수를 가진 성이라고 할 수 있겠다. 주라쿠다이가 완성될 때까지 정무를 보았으며 마에다 겐이가 기거하였다. 위치는 현재 니조 성 동쪽 200m 지점, 교토시 나카교구 오가와 오시코지(小川押小路) 부근이다. [후루시로 정] [하 후루시로 정]이라는 지명이 남아있다.

### 에도 시대

#### 도쿠가와 이에야스의 니조성 (4)
막부측에서는 니조성(二条城)이라 부르지만, 조정에서는 니조 정(二条亭)이라고 부른다. 세키가하라 전투에서 승리한 도쿠가와 이에야스는 상경시 머무를 숙소로 오미야 오시코지(大宮押小路)에 성을 짓기로 결정한다. 1601년 음력 5월부터 주변 마을을 정비하고, 음력 12월에 서국 여러 다이묘에 운영비와 노무를 할당한다. 총 책임자로는 교토 치안을 담당하고 있는 이타쿠라 가쓰시게, 작업 감독에는 목수의 우두머리인 나카이 마사키요에게 맡긴다. 1602년 음력 5월 착공하여 다음해 음력 8월 3일에 성을 완성한다. 단 천수는 1606년에 완성되었다. 1603년 음력 2월 이에야스는 후시미성에서 세이이타이쇼군 교지를 받고 음력 3월 아직 완공도 되지 않은 니조 성에 입성한다. 이에야스는 무로마치 막부 이래 관례에 따라 [하이가의 예]를 거행하기 위해 어소로 발길을 돌린다. 계속해서, 니조 성에서는 중신과 구게를 초대해 연회를 배풀었다. 이 쇼군 취임 수순은 2년후인 1605년 제2대 쇼군인 도쿠가와 히데타다, 1623년 제3대 쇼군 도쿠가와 이에미쓰가 답습하지만, 제4대 쇼군인 도쿠가와 이에쓰나부터 거행되지 않았다.
1611년 니조 성의 어전 (현재 니노마루 어전)에서 도쿠가와 이에야스와 도요토미 히데요리의 회견이 있었지만, 이때 이에야스는 히데요리의 성장에 놀라, 위기감을 느꼈다고 한다. 그래서 도요토미 가문을 멸문하기에 이른다. 1614년 오사카 전투를 일으킨다. 이때 이에야스는 니조 성을 본영으로 삼고 오사카로 쳐들어간다. 1615년 오사카 여름 전투에서는 니조 성에 불을 지른 다음, 혼란한 틈을 타 이에야스를 암살하려 했다는 음모가 밝혀졌고, 후루타 시게테루의 가신이 포박되었다. 이 때문에 후루타 시게테루는 할복하였고, 전 재산은 몰수 되었다.
1616년 이에야스가 죽은 후, 1619년부터 도쿠가와 히데타다는 딸 도쿠가와 마사코를 고미즈노오 천황에게 시집 보낼 준비로 니조 성을 수리하였다. 건물 배치는 히데타다와 도도 다카토라가 했다. 1620년 음력 6월 18일 마사코는 니조 성을 출발하여 천황의 거처인 어소로 향했다.

#### 유행(遊幸)[5]
1624년 고미즈노오 천황의 외출을 즈음하여 니조 성은 대폭 개축된다. 작업 책임자로 고보리 마사카즈와 고미 도요나오를 임명한다. 천황의 외출은 1626년 음력 9월 6일부터 5일간에 걸쳐 행해졌고, 그 간에 가가쿠, 노, 승마, 게마리, 와카 모임이 개최되었다. 이때가 니조 성의 전성기였다고 할 수 있다. 천황의 외출 때문에 지어진 교코 어전(行幸御殿)은 고미즈노 천황이 상황이 되었을 때 천황의 거처로 이축되었고, 그 밖의 많은 건물도 해체 철거된다. 도쿠가와 히데타다 사후 1634년 음력 7월 제3대 쇼군 도쿠가와 이에미쓰가 30만7천여 명의 병사를 이끌고 상경한다. 이때 쇼군이 입성한 것을 마지막으로 니조 성의 역할도 끝난다. 막부 말기 동난기까지 230년간 니조 성은 역사의 무대 전면에서 사라진다.
그 230년 기간 동안 폭풍우와 지진, 낙뢰로 점점 건물은 파손, 노후 되었다. 1750년 낙뢰로부터 천수가 소실되었고, 더욱이 1788년에 일어난 덴메이 대화재 때에는 니조 성으로 불똥이 튀어 본마루 어전, 스미 망루등이 소실되었다. 손상된 부분은 수리를 했지만, 전소된 건물은 다시 재건되는 일없이 막부 말기에 이른다.
1623년 쇼군 부재시 니조 성의 관리와 경비를 하는 니조 조다이와 니조 자이반을 두었다. 1699년 니조 조다이가 폐지되었고, 그 직무를 니조 자이반이 담당하게 된다. 1862년 윤 8월에는 교대 근무인 니조 자이반을 폐지하고, 이를 대신하여 상근제인 니조 조반을 두었다. 더욱이 조성의 감시 및 근위를 담당하는 교토쇼시다이가 정무를 보는 곳이 니조 성 북쪽에 위치한 저택이었기 때문에 쇼군이 없는 니조 성은 막부의 정청으로는 전혀 사용되지 않았다.

#### 막부 말기
1863년 음력 3월 제14대 쇼군 도쿠가와 이에모치는 조정에 요청에 따라 상경한다. 이에 앞선 전년인 1862년부터 쇼군을 맞이 하기 위해 니조 성을 개수한다. 니노마루 어전은 대대적으로 수리되었고, 혼마루에는 가리 어전을 지었다. 1865년 이에모치는 다시 상경하여 니조 성에 입성하지만, 얼마 되지 않아 제2차 조슈 정벌의 지휘를 하기 위해 오사카성으로 이동한다. 그러나, 그곳에서 병으로 쓰려져 다음해인 1866년 여름 죽음을 맞이한다. 니조 성에서 막부 관료들의 회의를 거쳐 제15대 쇼군으로 히토쓰바시 요시노부로 결정되었지만, 요시노부는 쇼군 취임을 거절한다. 막부 관료뿐만 아니라 조정으로부터도 몇 번의 설들 끝에 그해 음력 12월에 니조 성에서 제15대 쇼군 교지를 받는다. 단, 요시노부의 숙소는 와카사 오바마번의 저택이었고, 숙소를 니조 성으로 옮긴 것은 다음해인 1867년 음력 9월의 일이다. 음력 10월에는 쇼군직 사임과 대정봉환에 대한 뜻을 전달한다. 음력 12월 조정에서 도쿠가와 가문 소유의 영지 반과 관직에서 물러나라는 명령을 니조 성에 전달한다. 이때 니조 성에는 하타모토를 중심으로 한 도쿠가와 가문 직속 병사 약 5000명, 아이즈번사 약 3000명, 구와나번사 약 1500명이 집결해 있었고, 조정을 조정하는 사쓰마번의 도발에 격앙돼 있었다. 무력 충돌이 불가피하였기 때문에, 요시노부는 이들 병력을 이끌고 오사카 성으로 향한다. 니조 성에는 나가이 나오유키와 미토번사 약 200명이 지키고 있었다. 그러나, 명령 계통의 혼란으로 따로 니조 성 수비를 명 받은 신센구미가 도착했고, 미토 번사와의 언쟁을 벌이게 된다. 이 사건은 나가이 나오유키의 임기응변으로 일단락되어 신센구미는 교토의 입구인 지금의 후시미구 지역과 요도강의 강변 경비를 맡게 된다.
1868년 정월 도바-후시미 전투가 발발하였다. 오사카에 와있는 나가이 나오유키를 대신하여 니조 성에는 미토 번사 우메자와 마고타로가 성을 관리하고 있었다. 하지만, 음력 1월 5일 조정의 명을 받은 도쿠가와 요시카쓰에게 인도되어 다조칸다이가 설치되었다. 그해 윤 4월 다조칸다이는 궁궐안으로 이전되었다.

### 메이지 시대이후
1870년 (메이지 3년) 니조 성은 루스칸(留守官)의 관할하에 두었지만, 1871년 (메이지 4년) 니조 성 니노마루 어전은 교토 부 청사로 되었다. 1873년 (메이지 6년) 육군성 소관으로 이첩되었지만, 1884년 (메이지 17년) 궁내성 관할하에 [二条離宮(니조 이궁)]으로 개칭한다. 다음해인 1885년 (메이지 18년) 교토 부의 신 청사가 완성되었기 때문에 니노마루 어전을 1887년 (메이지 20년)까지 수리하게 된다.
1893년 ~ 1894년 (메이지 26년 ~ 메이지 27년)에 걸쳐 교토 어원에 있던 옛 가쓰라 노 미야 가문(황족)의 저택을 혼마루에 이축하고 혼마루 어전으로 삼는다. 1915년 (다이쇼 4년) 다이쇼 천황 즉위가 니조 성 니노마루에서 거행되었다. 이를 계기로 남문과 니노마루 어전의 부속 건물이 증축되었다. 태평양 전쟁 후, 연합군 최고사령부의 의향으로 니노마루 북쪽에 테니스 코트가 만들어졌지만, 1965년 (쇼와 40년) 정원으로 만들었다.
2006년 (헤이세이 18년) 4월 6일 일본 100대 명성에 선정되었다.

## 구조

### 입지
니조 성은 일찍이 헤이안쿄의 대궐이 있던 장소의 남동단에 축조 되었으며, 그 남쪽에는 천황의 정원인 신센엔이 있다. 동서로 약 500m, 남북으로 약 400m로 거의 직사각형의 형태를 띠고 있지만, 엄밀히 말하면 凸형이다. 남북의 폭이 좁기 때문에 도쿠가와 이에미쓰가 쇼군인 시기에 대폭 확장 수리하게 되었다. 덧붙여 말하자면, 니조 성이 창건될 때는 현재 니조 성의 동측의 반에 불과했다.

### 기본 배치
성의 배치는 혼마루를 중심에 두고 니노마루가 둘러쳐진 윤곽식이지만, 혼마루는 성의 중앙에서 서쪽 비켜있으며 약 150 평방미터의 정사각형이다, 혼마루와 니노마루 사이에는 안쪽 해자가, 니노마루 주위에는 바깥 해자가 있다. 니노마루는 혼마루의 북쪽과 남쪽에 있는 시키리 문에 의해 동서로 구분되어 있다. 이 니노마루의 서쪽을 니시노마루라고 적힌 사료도 있다. 니조 성이 축조될 당시에는 니노마루의 동쪽 부분이 혼마루였고, 성은 혼마루로만 구성된 단곽식 성이었다. 오테 문 앞의 광장과 호리가와 대로를 사이두고 호리가와 강이 흐르고 있다.
니조 성 주변 옛 시가지는 현재 교토 시가지의 전신이라고 할 수 있는 헤이안교 시가지에 대해 약 3도 기울어져 있다. 이 까닭은 근세에 들어 서면서 자석을 이용해 건축이나 토목공사를 했기 때문이다.
쇼군이 거처하는 성으로는 성의 규모가 작고 방어능력에 문제점이 있어 보인다. 당시 쇼군이었던 도쿠가와 이에야스는 가신들의 물음에 대해 다음과 같이 대답했다.
"하루 이틀 버티면, 주변으로부터 원군이 올것이다."
"만일 성이 적의 손에 함락된 방비가 건실한 성이라면 성을 되찾을 때 그만큼의 시간과 비용이 든다."

### 구조물

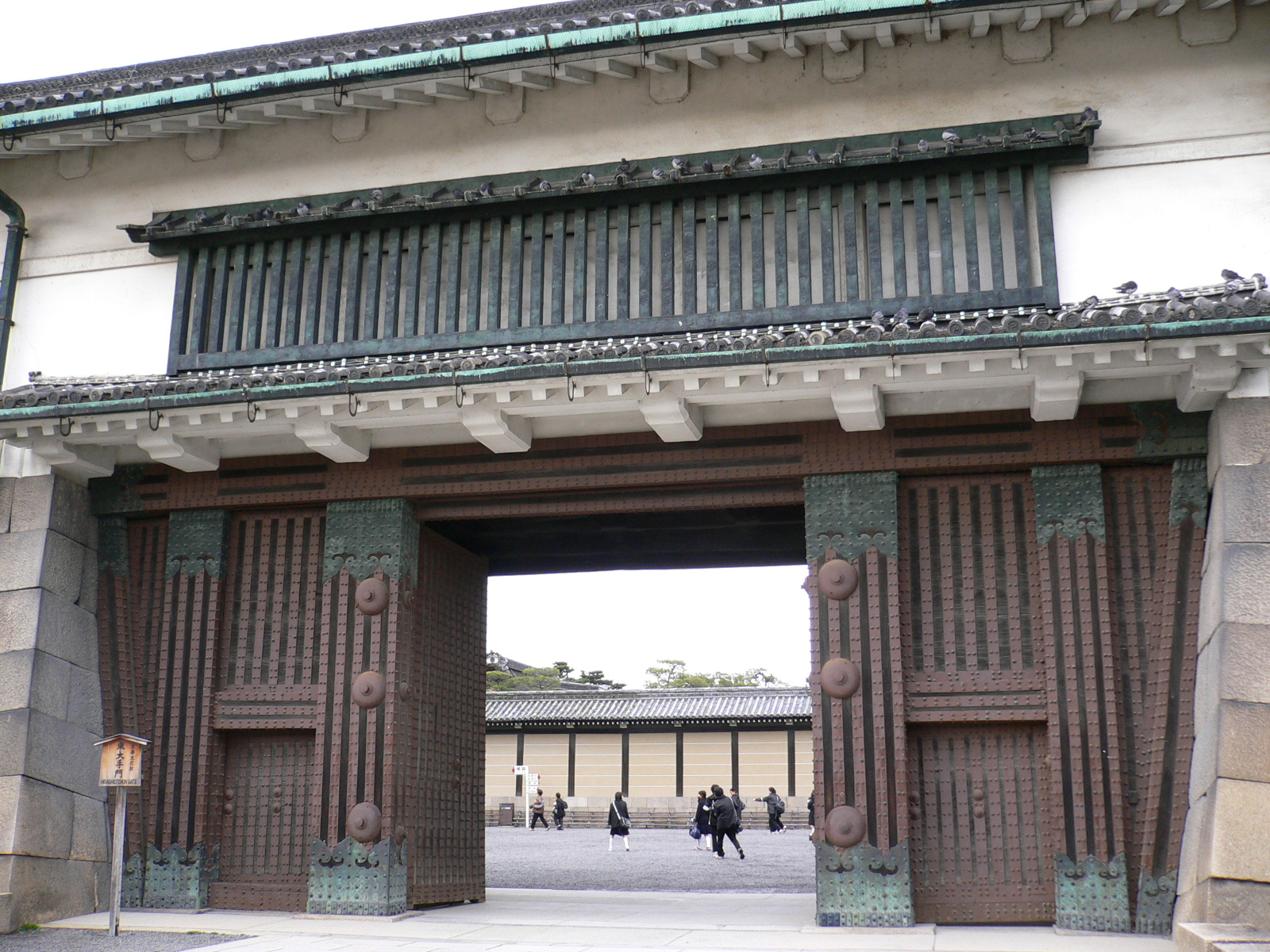
히가시 오테 문

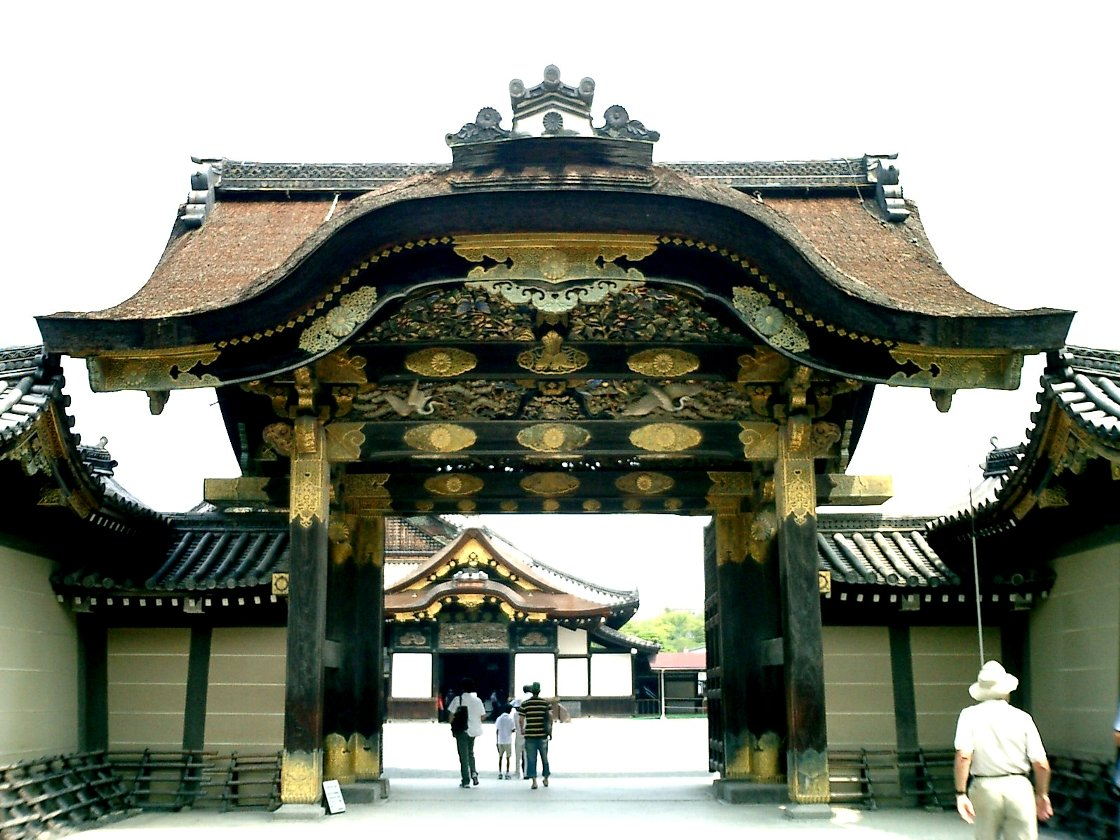
가라 문

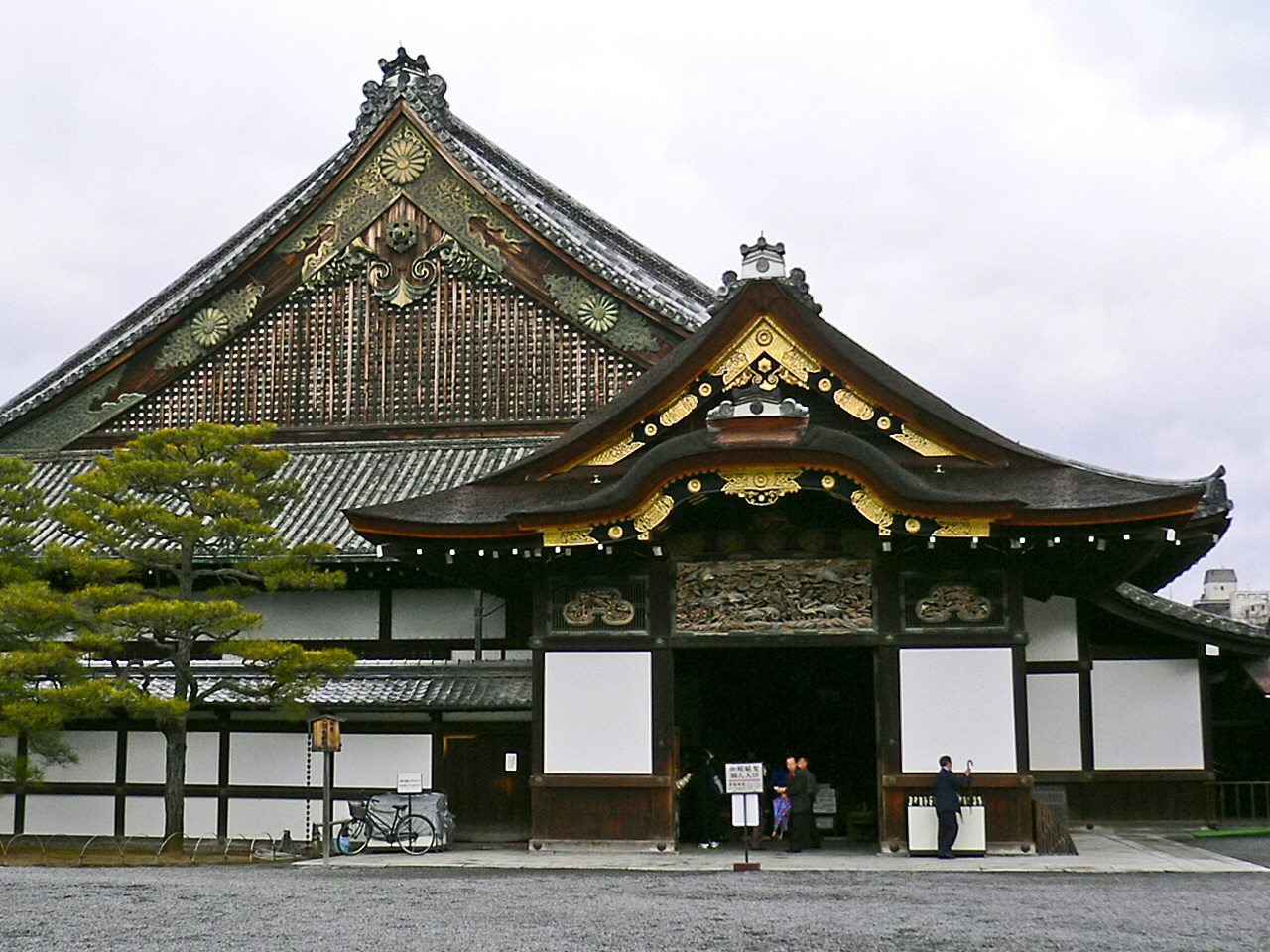
니노마루 어전의 구루마요세(우측) 및 도오자무라이

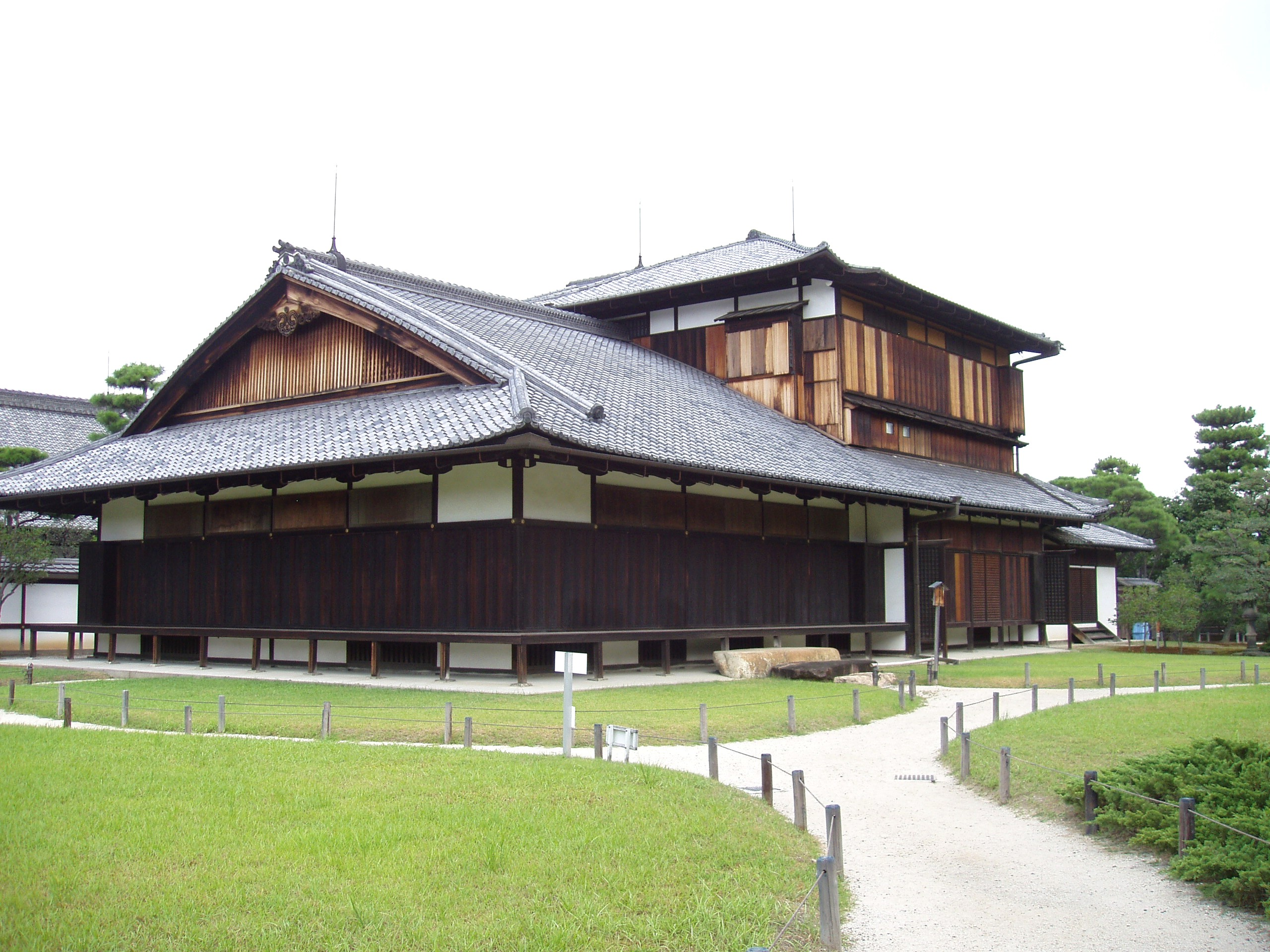
혼마루 어전

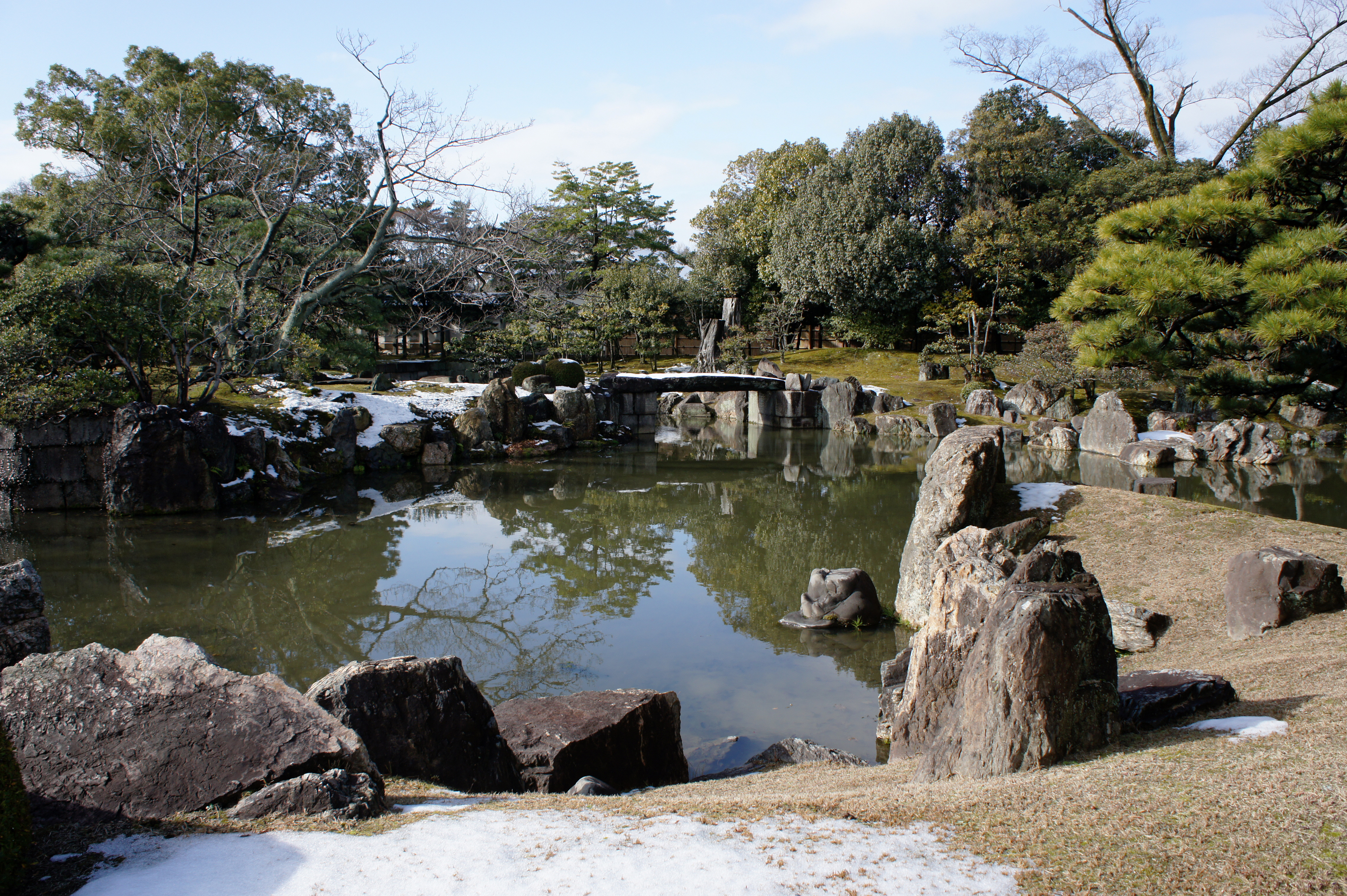
니노마루 정원

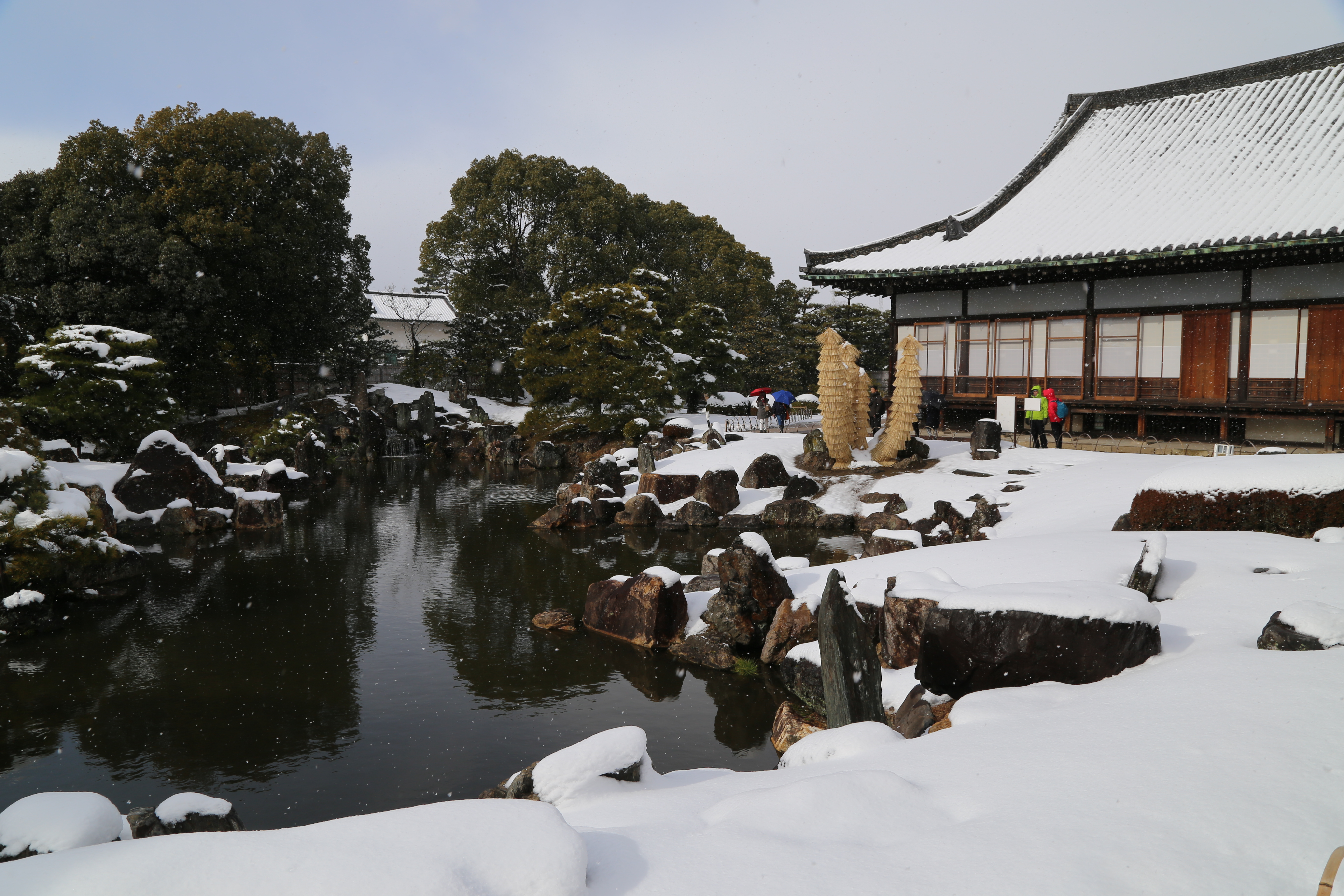
눈내린 니노마루 정원

성의 바깥에는 성문이 동서남북으로 1개씩 있다. 정문은 호리가와 대로에 접한 히가시 오테 문이다. 남문은 1915년 (다이쇼 4년)에 새로 축조된 것으로, 이 남문과 서문은 바깥 해자 위에 놓인 다리가 철거되어 폐쇄되었다. 또, 북문인 기타 오테 문도 평상시에는 문이 닫혀있다. 이 밖에도 성 안에는 5개의 성문이 있다. 니노마루를 동서로 가르는 기타 나카지키리 문과 미나미 나카지키리 문, 니노마루와 혼마루를 연결하는 통로 입구인 나루코 문과 모모야마 문, 그 길을 따라 혼마루 입구로 오면 야구라 문이 있다.
니노마루의 중심적 건물인 니노마루 어전은 히가시 오테 문에서 볼 때 약간 우측에 지어졌다. 어전은 담으로 둘러싸여 있고, 가라 문은 담의 남쪽에 있다. 니노마루 어전의 현관에 해당되는 '구루마요세'와 '도오자무라이', '시키다이'', '오히로마', '소테쓰노마', '구로쇼인'', '시로쇼인'으로 불리는 6개동 건물이 줄지어 있으며 복도로 연결되어 하나의 건물처럼 보인다. 오히로마의 서쪽, 구로쇼인의 남쪽에는 일본식 정원이 있다. 도오자무라이의 북쪽, 시로쇼인의 동쪽에는 부엌인 '다이도코로'와 '고키요도코로'라 불리는 건물이 있다.
혼마루 어전은 1893년 ~ 1894년, 교토 어소 북쪽에 있던 옛 가쓰라 노 미야 가문(황족)의 저택을 이축한 것이다. 평상시에는 비공개이며, 봄과 가을에 한하여 공개되고 있다. 하지만, 지금은 지진에 취약한 구조로 판명되어 2007년 봄을 마지막으로 비공개로 되었다. 혼마루 어전 남쪽에는 서양풍의 정원이 있다.

### 천수
성이 축조 당시 천수각은 낙중낙외도 병풍에, 성의 북서쪽에 오층 천수로 그려져 있다. 현재 세류엔 부근이다. 이 천수는 도쿠가와 이에미쓰가 쇼군인 시기 1624년 요도 성으로 이축되었다. 그 대신에 혼마루 북서쪽 구석에 전년인 1623년 폐성되었던 후시미성의 천수를 이축하였다. 따라서, 짧은 기간 동안 2개의 천수가 나란히 있던 시기도 있었다고 말할 수 있다. 이 5층 천수에는 활 창고와 소천수가 부속되어있는 복합식 천수였다. 1750년 낙뢰로 천수가 소실된 이후 재건되지 않았다. 현재는 천수대만 남아있다.

### 정원

#### 니노마루 어전 정원
다른 이름은 하치진노니와(八陣の庭)이다. 고보리 마사카즈의 대표작으로 거론된다. 모모야마 양식의 지천회유식 정원이다. 연못에는 3개의 섬이 있다. 연못의 중앙에서 조금 북쪽으로는 가장 큰 섬인 호라이 섬(蓬莱島)이 있다. 그 북쪽에는 가메시마 섬, 남쪽에는 쓰루시마 섬이 있다. 가메시마 섬은 거북 형상이며, 쓰루시마 섬은 두루미의 형상을 한 돌로 조성하였다. 연못의 북서쪽에는 2단의 폭포가 있으며, 연못의 남쪽에 넓게 퍼진 잔디는 1624년 고미즈노 천황의 외출을 즈음하여 지어진 교코 어전이 있던 장소이다. 교코 어전인 남쪽에서 보는 정원이 제1정면이며, 제2정면은 동쪽인 오히로마 측, 제3정면은 북쪽인 구로쇼인이다. 이렇게 3정면식 설계이다.

#### 혼마루 어전 정원
혼마루 어전이 이축된 후 정원이 만들어지기 사작하여 1896년 완성된 서양풍 정원이다. 연못과 가레산스이가 없고, 잔디와 수목을 중심으로한 회유식 정원이다.

#### 세류원
니노마루 기타 오테 문 부근에 1965년 만들어진 화양절충정원이다.

## 이축된 건물
- 에도 시대 4번 혼마루의 건물이 센토 어소에 이축했지만, 몇 번의 화재로 전부 소실되었다.
- 가나가와현 요코하마시 나카구의 산케이엔에 조슈카쿠가 이축 현존해 있다. 국가 중요문화재이다.

## 문화재

### 세계문화유산
고도 교토 문화재를 구성하는 17곳의 역사 건조물의 하나로 1994년 12월 등록되었다.

### 국보
- 니노마루 어전 : 1952년 (쇼와 27년) 3월 29일 국보로 지정되었다.
  - 구루마요세 및 도오자무라이
  - 시키다이
  - 오히로마
  - 소테쓰노마
  - 구로쇼인
  - 시로쇼인

### 중요문화재
- 니노마루 어전에 속한 6동을 제외한 22개동이 1950년 (쇼와 25년) 중요문화재로 지정되었다.
- 니노마루 어전 장벽화 954면은 1982년 (쇼와 57년) 중요문화재로 지정되었다.

### 사적
니조 성의 바깥 해자를 둘러싼 도로를 포함하여 니조 성 전체가 1934년 (쇼와 14년) 11월 30일에 [구 니조 이궁]으로 사적에 지정되었다.

### 특별 명승지
니조 성 니노마루 정원이 1953년 (쇼와 28년) 3월 31일 지정되었다.

## 교통
- JR 서일본 교토역에서 버스로 환승 (9,50,101호 계통), 니조조마에역 하차
- 한큐 전철 가라스마 역에서 버스로 환승 (12,101호 계통), 니조조마에 역 하차
- 한큐 전철 오미야 역에서 택시로 약 5분
- 게이한 전기철도 산조 역에서 교토 지하철 산조 게이한 역으로 환승 니조조마에 역 하차

## 같이 보기
- 일본의 세계유산인 성
  - 가쓰렌성
  - 나카구스쿠성
  - 나키진성
  - 니조성
  - 슈리성
  - 자키미성
  - 히메지성